# Chiesa della Madonna della Rosa (Chianciano Terme)
La chiesa della Madonna della Rosa si trova a Chianciano Terme, in provincia di Siena.

## Storia
L'edificio venne eretto tra il 1585 ed il 1599 nel luogo in cui dal 1346 era presente la chiesa di Santa Maria in Carcere o delle Nevi. Il progetto dell’edificio si deve all’architetto Baldassarre Lanci da Urbino, al servizio dei granduchi di Toscana dal 1557. Secondo la tradizione popolare la chiesa fu costruita per iniziativa degli agricoltori chiancianesi i quali, vedendosi poco accetti in Collegiata dai paesani, decisero la costruzione di una chiesa che superasse ogni confronto. 

## Descrizione
La chiesa presenta un impianto a croce greca con abside semicircolare. I bracci della chiesa si uniscono sotto il tiburio quadrato formando una finta cupola ed è sormontato da una lanterna poligonale. Dalla muratura in mattoni spiccano gli elementi architettonici e decorativi in travertino.
La cupola, detta anche “cupola finta”, è opera di Leonardo De Vegni del 1766 è ripartita da otto coppie di pilastri che inquadrano quattro nicchie con statue di santi e quattro finestre. L’interno della cupola fu dipinto dal pittore senese Giovan Battista Marchetti e in seguito decorato con stucchi. [nota: Maria Gabriella Capece, Chianciano Terme, Firenze, Franco Cantini Editore, 1997, p. 48]
All'interno è conservato un affresco attribuito a un ignoto pittore senese raffigurante la Madonna che porge una rosa bianca a Gesù bambino tra San Giovanni Battista e San Bartolomeo, protettori di Chianciano, eseguito tra il 1370 e il 1400. Tale affresco dette il nome alla chiesa.
L’affresco proviene dalla soppressa chiesa della Madonna delle Nevi situata un tempo in località Pietriccia, nella contrada delle carceri. [Maria Gabriella Capece, Chianciano Terme, Firenze, Franco Cantini Editore, 1997, p. 50]. 
Un altro affresco, la cosiddetta Madonna delle Carceri, è opera senese del Trecento.